# جورج أكبابيو
جورج أكبابيو (بالفرنسية: George Akpabio)‏ (16 نوفمبر 1992 بنيجيريا - ) هو لاعب كرة قدم نيجيري في مركز خط الهجوم لعب سابقاً في نادي النجوم.

## وصلات خارجية
- جورج أكبابيو على موقع اتحاد تركيا (لاعب) (الإنجليزية)
- جورج أكبابيو على موقع قاعدة بيانات كرة القدم.إي يو (الإنجليزية)
- جورج أكبابيو على موقع Soccerway.com (الإنجليزية)
- جورج أكبابيو على موقع عالم كرة القدم.نت (الإنجليزية)